# NGC 4849
NGC 4849 (również IC 3935, PGC 44424 lub UGC 8086) – galaktyka soczewkowata (S0), znajdująca się w gwiazdozbiorze Warkocza Bereniki. Odkrył ją Heinrich Louis d’Arrest 4 marca 1867 roku. Jest to galaktyka z aktywnym jądrem typu LINER.